# Улар (остров)
Ула́р (индон. Pulau Ular, буквально — «Змеиный остров»), также Брабандсхудже, нидерл. Brabantshoedje — «брабантская шляпка») — маленький остров в Зондском проливе Индонезии, между островами Ява и Суматра. Расположен к северо-западу от населённого пункта Аньер. Административно относится к округу Серанг яванской провинции Бантен.